# Lamezanova vila
Lamezanova vila nedaleko hlavního náměstí v Českých Budějovicích byla zbudována v letech 1899–1900 pro rodinu spolumajitele firmy Hardtmuth. Je chráněnou kulturní památkou České republiky, přičemž Národní památkový ústav uvádí, že architektura stavby „vysoko přesahuje svým významem regionální poměry“.

## Historie
Romantickou vilu v těsné blízkosti továrny si nechal pro sebe a svou manželku Mathilde von Hardtmuth v roce 1900 postavit hrabě a spolumajitel tužkárny Koh-i-noor Hardtmuth Olivier Lamezan-Salins od místního stavitele Josefa Hauptvogla. Objekt jez tohoto důvodu někdy nazýván vila Matylda či vila Lamezánka, původně také vila Lischoli. Posledně jmenovaný název, jenž odkazuje na hraběnčinu dívčí přezdívku, je dosud patrný ve štuku na východním průčelí budovy. Sporná je naopak informace o údajném architektovi vily O. Gridlovi, protože jako rok návrhu uvádí 1902, kdy podle většiny jiných zdrojů budova již dva roky stála.
Vila se také stala posledním místem pobytu hraběte Oliviera Lamezan-Salinse před tím, než v ní dne 14. února 1919 spáchal sebevraždu. Mathilde von Hardtmuth zde pak jako vdova bydlela do roku 1945, kdy byla Lamezanova vila stejně jako zbytek majetku Hardtmuthů znárodněna Benešovými dekrety.
Budovu poté krátce využívala Jihočeská vědecká knihovna. Po roce 1946 (některé zdroje uvádějí až rok 1948) byly ve vile zřízeny firemní jesle, školka a byty, což s sebou přineslo řadu stavebních změn jak v areálu zahrady, tak v budově samotné.
V letech 1958–1987 byla a od roku 2022 opět je na seznamu chráněných kulturních památek. V roce 1989 proběhly další stavební úpravy, které umožnily využití areálu pro bankovní účely. Od poloviny 90. let 20. století zde do roku 2015 sídlily finanční instituce. Od roku 2015 vila slouží jako sídlo ředitelství společnosti KOH-I-NOOR holding a.s. a je veřejnosti nepřístupná.
Zajímavostí jsou změny názvu ulice, kde vila stojí. Od roku 1906 nesla název Goethova, ale říkalo se jí Duftgasse (Voňavá ulice) podle vůně jedlí v zahradě. Nový název Londýnská vydržel od roku 1946 necelých 20 let: roku 1968 se ulice nazývá U Zimního stadionu.

## Popis

### Exteriér
Exteriér dvoupatrové vily s členitou střechou se dochoval téměř v originální podobě. Je situována na sever směrem do ulice U Zimního stadionu, ze které k domu vedla od hlavní brány cesta, jež byla původně lemovaná vázami. Dobře viditelné cihelné zdivo, obě arkády východní verandy a vysunutý krbový komín odkazují na architekturu anglických venkovských sídel 2. poloviny 19. století a hnutí uměleckých řemesel. Vilu jako šlechtické sídlo dále zdůraznily malé rodové erby rodin Hardtmuthů a Lamezan-Salinsů umístěné na západním průčelí vedle verzálkami psaného názvu vily.
Členitost stavby byla podpořena hrázděním ve štítech a bohatě tvarovanými komíny. Budova je obklopena zámkovou dlažbou, která slouží mj. jako parkoviště, glazované šamotové cihly na průčelí domu pocházejí z nedaleké Zlivi.
V roce 1905 byla k jihovýchodnímu nároží budovy přistavěna zimní zahrada podle architekta Ignaze Gridla juniora (1867–1933).
Kolem budovy byla vybudována zahrada s hodnotnou sochařskou výzdobou (např. vázy a busty německých básníků), jež však byla v rámci přestaveb během druhé poloviny 20. století z velké části odstraněna nejen kvůli využívání budovy k jiným než dříve zamýšleným účelům, ale také v důsledku rozšiřování areálu továrny. Ze zahrady tak zmizely tenisový kurt, skleník a rozárium, zachován naopak zůstal dekorativní bazén nedaleko vstupní brány a novodobý typový altán.

#### Památník s pamětními deskami a bustami prezidentů
V těsné blízkosti severní zdi je umístěn památník s bustami prezidentů Edvarda Beneše a Tomáše Garrigua Masaryka. V době totality je zachránil před roztavením plukovník Jan Horal, účastník 2. světové války, utajeným vývozem do zahraničí. Od roku 2004 stály na nádvoří českokrumlovského hotelu Růže, jehož byl původním majitelem, od roku 2013 jsou umístěny na zahradě vily Lemezanky – plk. Horal díla odkázal společnosti Koh-i-noor Hardmuth.
Pomník českokrumlovským letcům 2. světové války je pamětní deska s bustou TGM, kterou od společnosti převzalo město Český Krumlov a umístilo ji na svou radniční budovu. Obsahuje nápis:
ZA IDEÁLY T. G. MASARYKA

A ZA SVOBODU ČSR BOJOVALI

NA VŠECH FRONTÁCH EVROPY

VE II. SVĚTOVÉ VÁLCE

LETCI Z REGIONU ČESKÝ KRUMLOV

Prokop BRÁZDA

Jiří ENGEL

Josef KUBÁK

Jan MAYER

František PETR

MUDr. Karel PLAŇANSKÝ

František RYPL

Vojtěch SMOLÍK – DFC

Druhá pamětní deska s bustou, známá také jako Pomník Dr. E. Beneše a poválečným dekretům , nebyla v roce 2023 vystavena, je umístěna v depozitáři vlastníka a nese nápis:

14.12.1945 řekl o svých dekretech:
"Přijde brzo chvíle, kdy tito viníci se budou před sebou samými a před světem očišťovat z toho, co v těchto letech napáchali. A budou tomu sami věřit, až tyto své nové lži budou přednášet. Říkal jsem při jiných příležitostech, že máme všecko zaznamenat a povědět to, co jste zažili ve svých vězeních a koncentračních táborech. Ne snad jen proto, abyste nám všem řekli o svém utrpení, ale proto, abyste se znovu mohli bránit, až oni začnou s tou "očišťovací" kampaní.
...Že začnou – o tom buďte přesvědčeni.
A konečně přijdou opět, aby od očištění přešli k útoku. Bude to nová reakce, která opět spojí útok na pokrok sociální s útokem na naši svobodu národní a lidskou.
VRCHNÍMU VELITELI VDĚČNĚ

VETERÁNI II. SVĚTOVÉ VÁLKY
 Tato deska nebyla v roce 2023 u objektu vystavena.

### Interiér
Vliv anglické architektury se uplatnil i v podobě interiérů. V přízemí byl ve společenském prostoru haly vystavěn krb a otevřené schodiště, které však bylo odstraněno během stavebních úprav ve druhé polovině 20. století. Bývala zde i knihovna, pracovna a reprezentační prostory, bez nichž se sídlo významné podnikatelské rodiny mohlo těžko obejít.
Navzdory přestavbám zůstaly dochovány cenné prvky a struktury, mezi které patří například trámové stropy, kamenné schodiště s litinovým zábradlím, segmentové klenby nebo okna s původními závěsy a mechanickými ovládacími prvky.

## Galerie

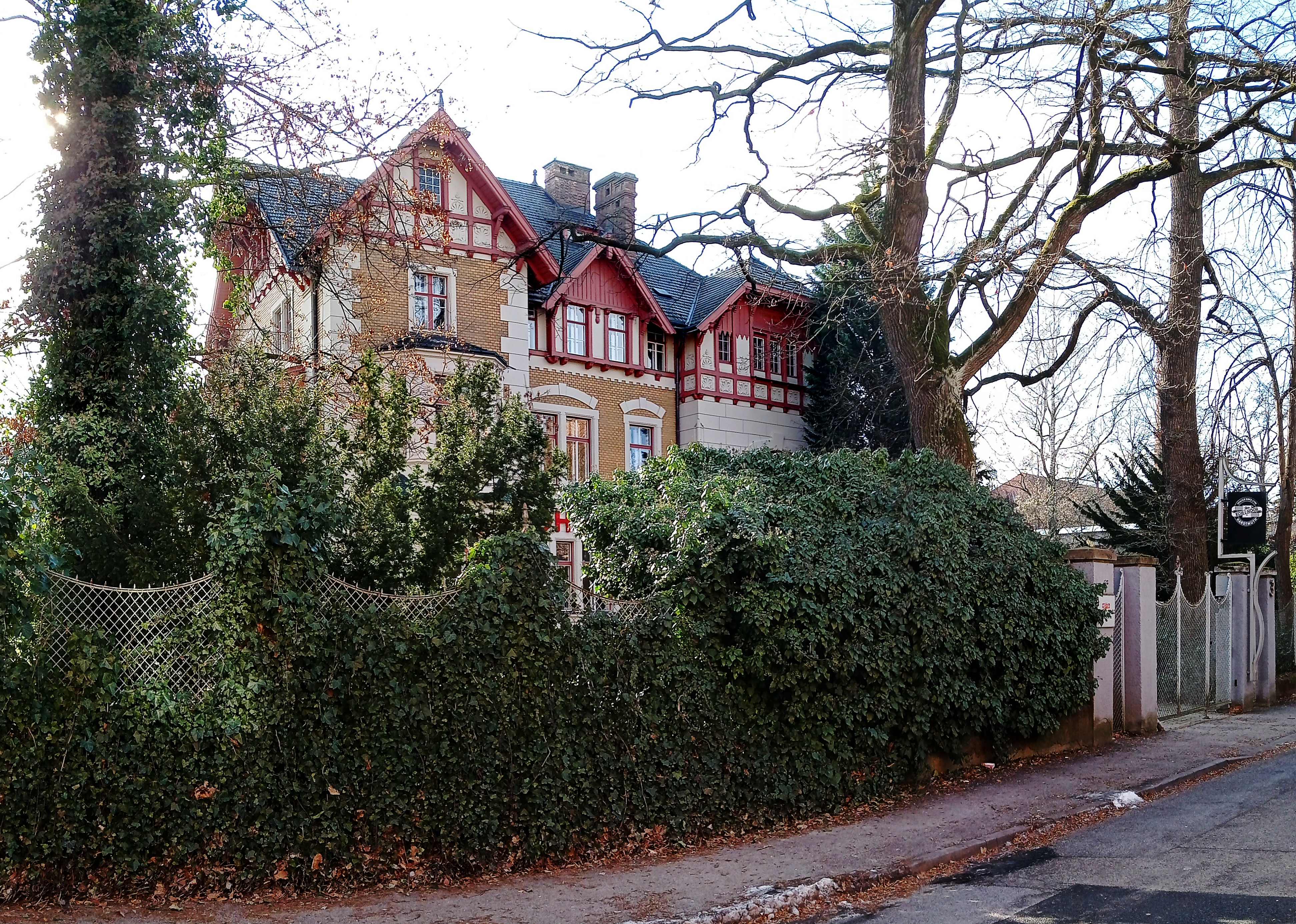
Pohled z ulice
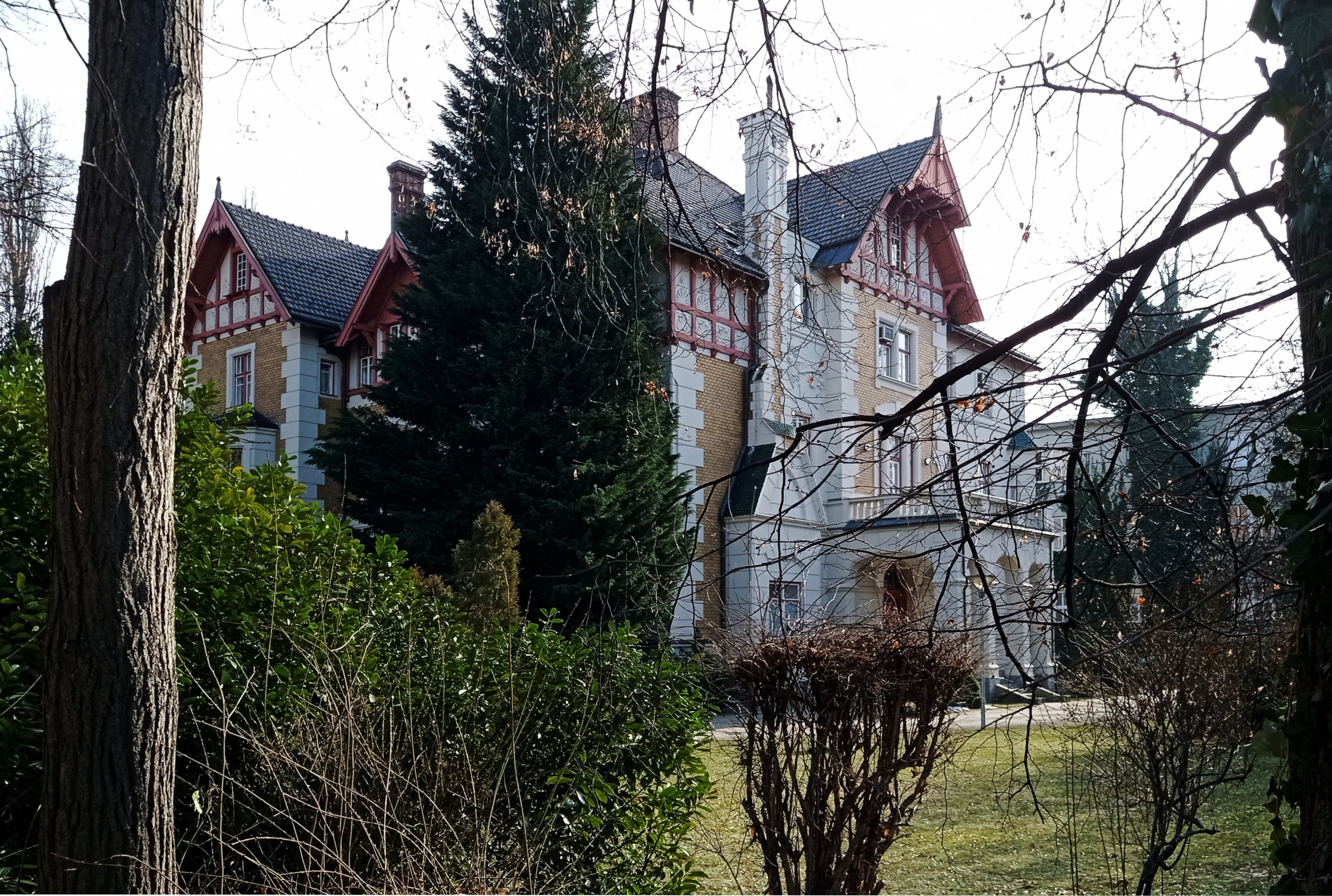
Severozápadní nároží
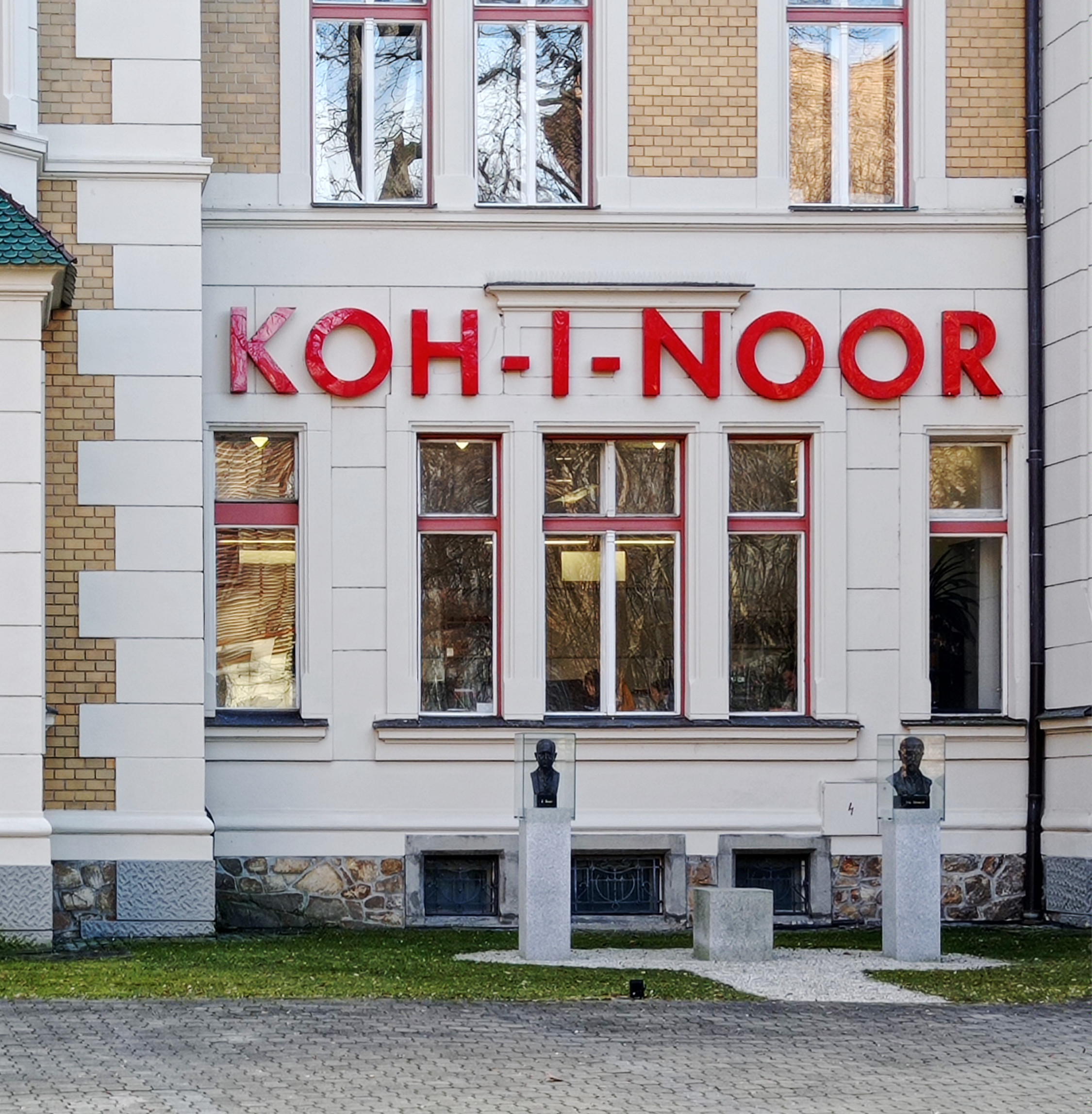
Památník před budovou s bustami
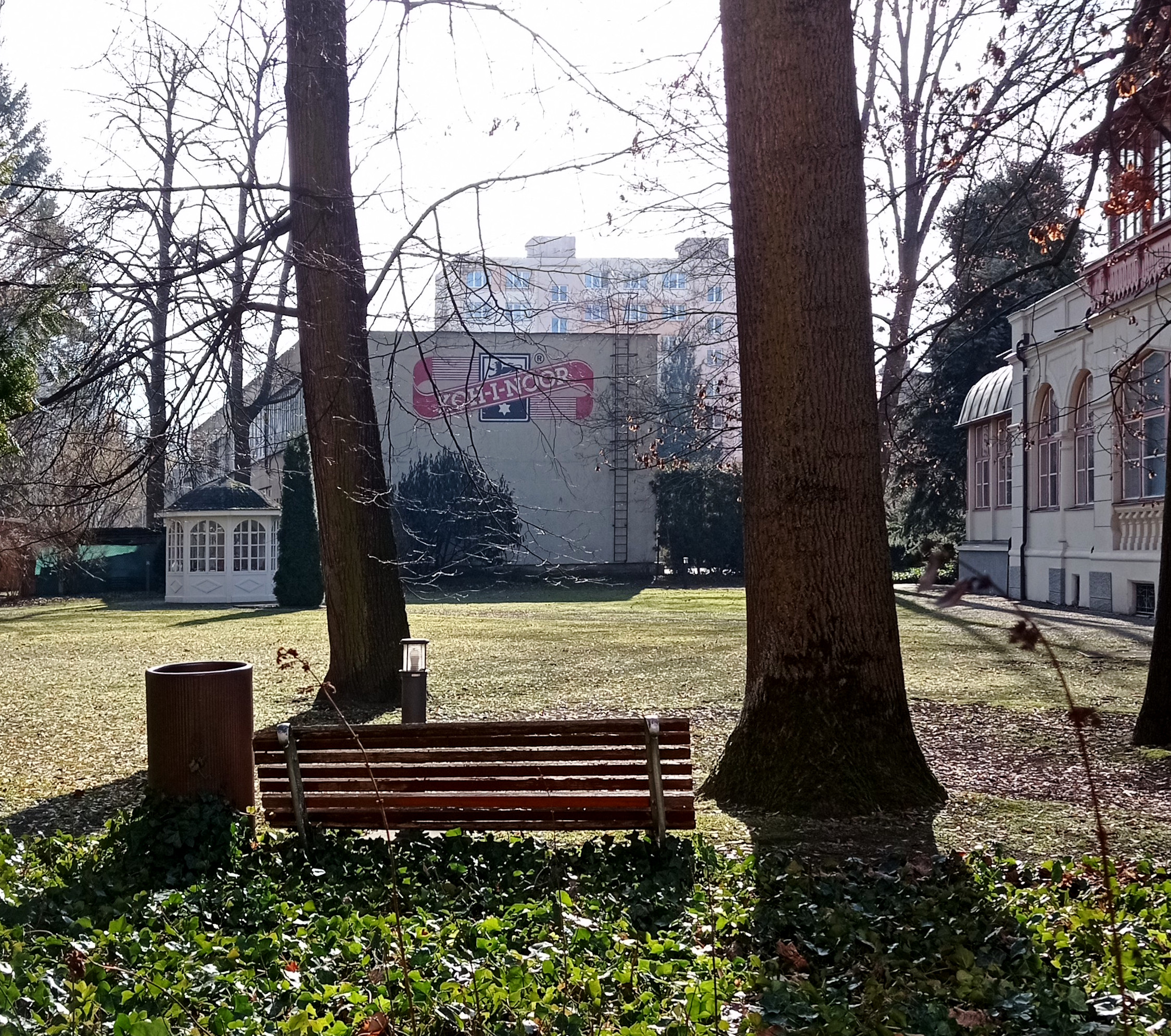
Pohled do zahrady s altánem
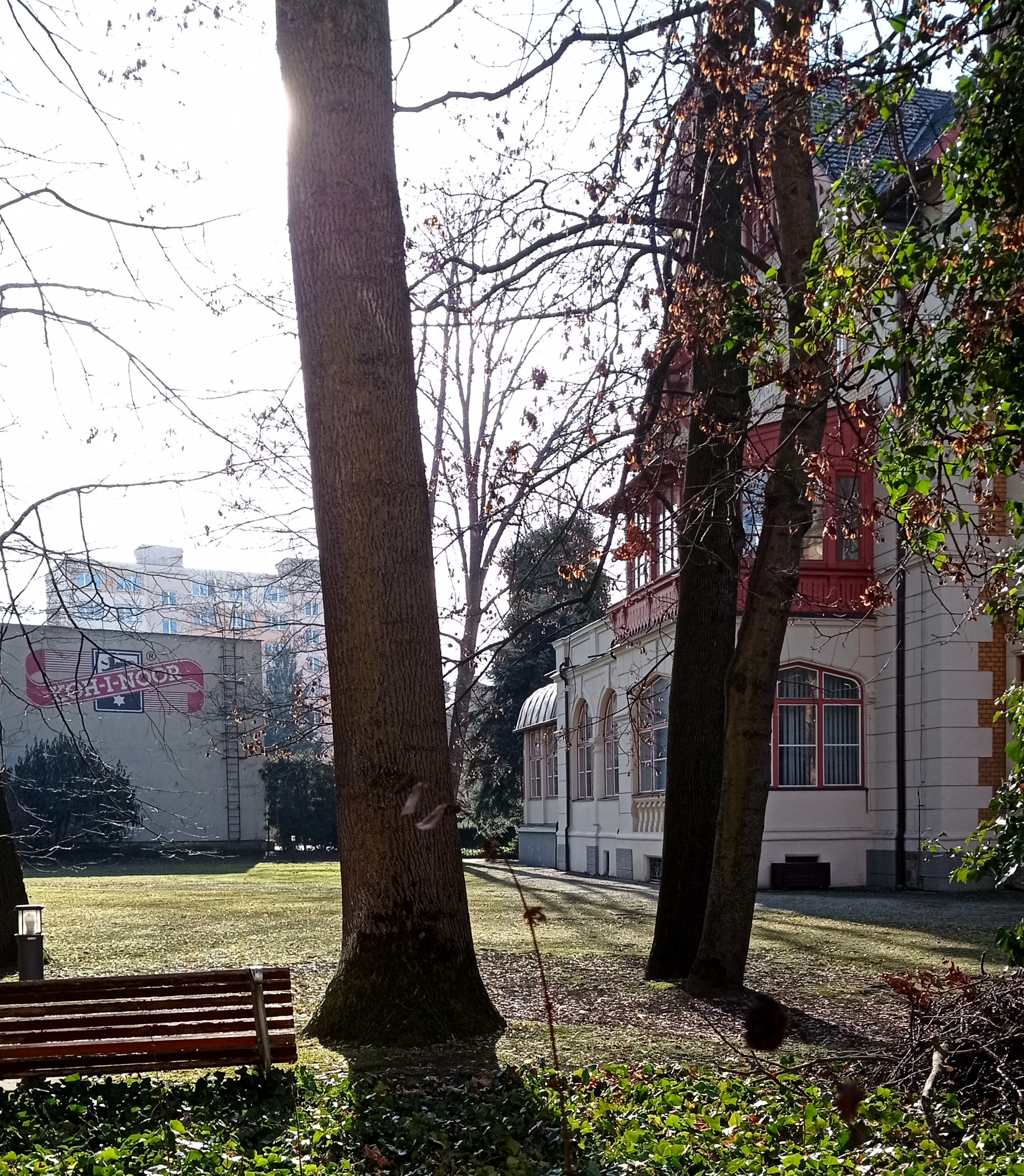
Zimní zahrada drží červený odstín